# Les Epithetes
Les Epithetes ist ein französisches Spezialwörterbuch schmückender Beiwörter von 1571. Sein Autor ist Maurice de La Porte. Es handelt sich um das erste einsprachige französische Wörterbuch.

## Tradition, Funktion und Akzeptanz
Nach dem Vorbild der lateinischen Epitheta des Johannes Ravisius (zahlreiche Auflagen ab 1518) schlachtete Maurice de La Porte (1531–1571) die Werke von Pierre de Ronsard aus, um ein Wörterbuch anzufertigen, das zu 4 000 Substantiven 80 000 passende attributive Adjektive (Epitheta) versammelte. Das Wörterbuch hatte die Funktion einer Schreibhilfe beim Abfassen von Texten, was der Untertitel klar formuliert: „Livre non seulement utile à ceux qui font profession de la Poësie, mais fort propre aussi pour illustrer toute autre composition françoise“. Das Buch mit 568 Seiten war erfolgreich. Bis 1612 gab es mindestens acht weitere Auflagen. Das Buch fand Nachfolger, die im 17. Jahrhundert der Académie française vorlagen, als sie im Dictionnaire de l’Académie française ebenfalls die Substantivartikel mit Epitheta füllte.

## Kritische Ausgabe
- Maurice de La Porte: Les Épithètes (1571). Édition critique par François Rouget. Honoré Champion, Paris 2009. (ISBN 978-2-7453-1790-2)